# 清溪镇 (安仁县)
清溪镇原属湖南省安仁县所辖镇，2012年4月撤销。以原清溪镇、禾市乡、排山乡、军山乡、城关镇成建制合并设立永乐江镇；原清溪镇、禾市乡、排山乡、军山乡、城关镇的行政区域为新设永乐江镇的行政区域。

## 行政区划
撤销前的清溪镇下辖青路村、枫树村、罗山村、黄泥村、镜塘村、大桥村、永乐村、桥南村、清溪村、红光村、洪溪村、红星村。